# Leila Diniz
Leila Roque Diniz (Niterói, 25 de março de 1945 — Nova Délhi, 14 de junho de 1972) foi uma atriz brasileira.

## Biografia
Formou-se em magistério e foi ser professora do jardim de infância em Ipanema. Aos dezessete anos, conheceu seu primeiro marido, o cineasta Domingos de Oliveira e casou-se com ele. O relacionamento durou apenas três anos. Foi nesse momento que surgiu a oportunidade de trabalhar como atriz. Primeiro estreou no teatro em 1962 e logo depois passou a trabalhar na TV Globo, atuando em telenovelas. Mais tarde, casou-se com o cineasta moçambicano Ruy Guerra, com quem teve uma filha, Janaína. Participou, ao todo, de quatorze filmes, doze telenovelas (7 na Globo, 3 na Excelsior, 1 na Record e 1 na Tupi) e várias peças teatrais. Foi protagonista da primeira novela produzida pela Globo, "Ilusões Perdidas", em 1965.

Leila Diniz, 1972

Leila Diniz quebrou tabus de uma época em que a repressão dominava o Brasil, escandalizou ao exibir a sua gravidez de biquíni na praia, para a câmera do fotógrafo Joel Maia na ilha de Paquetá, para a revista Cláudia. Também chocou o país inteiro ao proferir a frase: Transo de manhã, de tarde e de noite. Considerada uma mulher à frente de seu tempo, ousada e que detestava convenções, Leila foi invejada e criticada pela sociedade conservadora das décadas de 1960 e 1970 e por grupos feministas que consideravam que ela estava a serviço dos homens.
Leila falava de sua vida pessoal sem nenhum tipo de vergonha ou constrangimento. Concedeu diversas entrevistas marcantes à imprensa, mas a que causou um grande furor no país foi a entrevista que deu ao jornal O Pasquim em 20 de novembro de 1969. Nessa entrevista, ela, a cada trecho, falava palavrões (ao todo 72) que eram substituídos por asteriscos, e ainda disse: Você pode muito bem amar uma pessoa e ir para cama com outra. Já aconteceu comigo. O exemplar foi o terceiro mais vendido da história do jornal, com 117 mil exemplares. E foi também depois dessa publicação que foi instaurada a censura prévia à imprensa, mais conhecida como Decreto Leila Diniz.
Em janeiro de 1971, dois policiais compareceram aos estúdios da TV Tupi, no antigo Cassino da Urca, para cumprir a determinação judicial. Para evitar a prisão de sua jurada, o apresentador Flávio Cavalcanti aconselhou Leila a ir ao banheiro assim que o programa voltasse do intervalo comercial. Nos bastidores, Leila trocou de vestido com Laudelina Maria Alves, a Nenê, sua secretária, e fugiu. Perseguida pela polícia e Política Social, Leila se esconde em Petrópolis no sítio de Flávio Cavalcanti, no momento em que é acusada de ter ajudado militantes de esquerda. Depois, a ordem de prisão foi revogada, mas ela teve que assinar um termo de responsabilidade dizendo que não falaria mais palavrões, negando sua personalidade.
Alegando razões morais, a TV Globo do Rio de Janeiro não renova o contrato com a atriz. De acordo com a emissora, não haveria papel de prostituta nas próximas telenovelas.
Meses depois, Leila reabilita o teatro de revista, e começa uma curta e bem-sucedida carreira de vedete. Estrela a peça tropicalista Tem banana na banda, improvisando a partir dos textos escritos por Millôr Fernandes, Luiz Carlos Maciel, José Wilker e Oduvaldo Viana Filho. Recebe de Virgínia Lane o título de Rainha das Vedetes. No carnaval de 1971, Leila foi eleita Rainha da Banda de Ipanema por Albino Pinheiro e seus companheiros.

## Morte

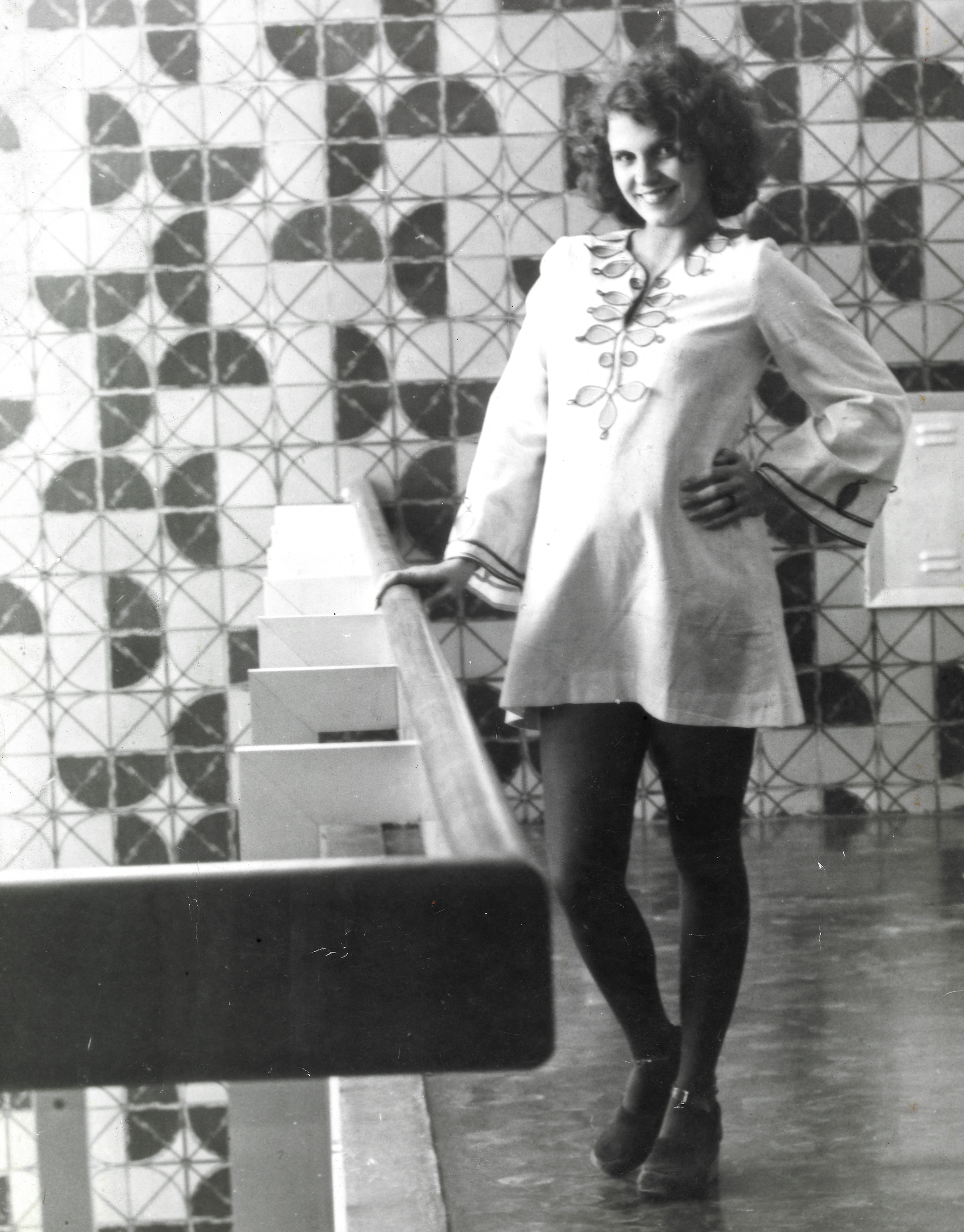
Leila Diniz, 1971

Morreu num acidente aéreo, no voo 471, da Japan Airlines, no dia 14 de junho de 1972, aos 27 anos, no auge da fama, quando voltava de uma viagem à Austrália. Suas cinzas foram sepultadas no cemitério São João Batista, em Botafogo, no Rio.
Após o falecimento de Leila, sua filha Janaína foi criada pelo cantor Chico Buarque e sua então esposa, a atriz Marieta Severo, grande amiga de Leila.
Marcelo Cerqueira, um cunhado advogado se dirigiu a Nova Délhi, na Índia, local do desastre, para tratar dos restos mortais da atriz. Acabou encontrando um diário que continha diversas anotações e uma última frase, que provavelmente estava se referindo ao acidente: Está acontecendo alguma coisa muito es....
Leila Diniz, A Mulher de Ipanema, defensora do amor livre e do prazer sexual, é sempre lembrada como símbolo da revolução feminina que rompeu conceitos e tabus com suas ideias e atitudes.
| “                             | "Sem discurso nem requerimento, Leila Diniz soltou as mulheres de vinte anos presas ao tronco de uma especial escravidão." | ” |
| — Carlos Drummond de Andrade, | |   |

## Homenagens póstumas
Leila Diniz ganhou, post-mortem, o prêmio de melhor atriz no Festival de Adelaide.
Também recebeu uma crônica de Carlos Drummond de Andrade, a biografia "Leila Diniz — Uma Revolução na Praia" de Joaquim Ferreira dos Santos, doutorado da antropóloga Mirian Goldenberg, quatro músicas: Memória Livre de Leila (1972), de Taiguara; Um Cafuné na Cabeça, Malandro, Eu Quero Até de Macaco (1980), de Milton Nascimento; Leila Diniz (1987), de Martinho da Vila; e Todas as Mulheres do Mundo (1993), de Rita Lee, além do documentário Já que Ninguém me Tira pra Dançar, da atriz e cineasta Ana Maria Magalhães.
Por sua carreira, sua história e seu legado, entrou para a lista das 10 Grandes Mulheres que Marcaram a História do Rio.
Em 1987, Luiz Carlos Lacerda dirigiu o filme Leila Diniz. A atriz foi interpretada por Louise Cardoso.

## Filmografia

### Televisão
| Ano  | Título                          | Personagem          |
| ---- | ------------------------------- | ------------------- |
| 1965 | Ilusões Perdidas                | Lídia               |
| 1965 | Paixão de Outono                | Maria Luísa         |
| 1965 | Um Rosto de Mulher              | Laura               |
| 1966 | Eu Compro Esta Mulher           | Úrsula              |
| 1966 | O Sheik de Agadir               | Madelon             |
| 1967 | A Rainha Louca                  | Lorenza             |
| 1967 | Anastácia, a Mulher sem Destino | Anastácia Forestier |
| 1967 | Anastácia, a Mulher sem Destino | Henriette Forestier |
| 1968 | O Direito dos Filhos            | Ana Lúcia           |
| 1969 | Acorrentados                    | Irmã Amparo         |
| 1969 | Vidas em Conflito               | Débora              |
| 1969 | Dez Vidas                       | Pompom              |
| 1970 | E Nós, Aonde Vamos?             | Beth                |

### Cinema
| Ano  | Título                     | Personagem  | Notas                         |
| ---- | -------------------------- | ----------- | ----------------------------- |
| 1967 | Mineirinho, Vivo ou Morto  | Maria       |                               |
| 1967 | O Mundo Alegre de Helô     | Luisinha    |                               |
| 1967 | Todas as Mulheres do Mundo | Maria Alice |                               |
| 1967 | Jogo Perigoso              | Selma       |                               |
| 1968 | Edu, Coração de Ouro       | Tatiana     |                               |
| 1968 | O Homem Nu                 | Mariana     |                               |
| 1968 | A Madona de Cedro          | Marta       |                               |
| 1968 | Fome de Amor               | Ulla        |                               |
| 1969 | Corisco, o Diabo Loiro     | Dadá        |                               |
| 1969 | Os Paqueras                | Ela mesma   |                               |
| 1970 | O Donzelo                  | Júlia       |                               |
| 1970 | Azyllo Muito Louco         | Eudóxia     |                               |
| 1971 | Mãos Vazias                | Ida         |                               |
| 1972 | Amor, Carnaval e Sonhos    | Piratinha   |                               |
| 1977 | O Dia Marcado              | Carolina    | Filme póstumo gravado em 1972 |

## Discografia
| Ano  | Canção                                                  | Artista           | Álbum     |
| ---- | ------------------------------------------------------- | ----------------- | --------- |
| 1980 | "Um Cafuné na Cabeça, Malandro, Eu Quero Até de Macaco" | Milton Nascimento | Sentinela |